# Рагби 15 репрезентација Сент Винсента и Гренадина
Рагби јунион репрезентација Сент Винсента и Гренадина је рагби јунион тим који представља малу острвску државу Сент Винсент и Гренадин у овом контактном екипном спорту. Рагби савез Сент Винсента и Гренадина основан је 1998. Први званичан тест меч репрезентативци Сент Винсента и Гренадина одиграли су 2005. против Свете Луције и изгубили 36-25. Најтежи пораз у историји рагбисти Сент Винсента и Гренадина доживели су 2012. када су 51-0 изгубили од репрезентације Барбадоса.

## Тренутни састав
Ентони Џозеф
Кеми Франсоис
Шоји Корнелис
Рохан Глазгов
Кимрон Браум
Гај Хедли
Рикардо Делевеј - капитен
Дугал Џејмс
Делрој Дијамонд
Филип Алвис
Чаз Ровлинс
Леонард Метјус
Одонза Дени
Кевин Бејли
Годфреј Метјус
Роналд Џејмс
Џастин Џоглс
Џо Хефбурн
Сејмур Браун
Гилан Комас
Кемрон Омри Томас
Рики Хејнс